# Trạm U-Bahn Moosacher St.-Martins-Platz

Ga tàu điện ngầm Moosacher St.-Martins-Platz là ga tàu điện ngầm ở München tại Moosacher St.-Martins-Platz.
Đoạn tàu điện ngầm từ trung tâm mua sắm Olympia đến ga Moosach bắt đầu được xây dưng vào ngày 7 Tháng 10 năm 2004. Ban đầu, Leipziger Straße được chọn để đặt cho trạm này, nhưng trong giai đoạn xây dựng, người ta lại quyết định sử dụng tên hiện tại. Ga tàu điện ngầm vào ngày 11 Tháng 12 năm 2010 được khai mạc trong quá trình mở rộng tuyến U 3 từ Olympia-Einkaufszentrum tới Moosach.
Thiết kế nghệ thuật của các bức tường là của nghệ sĩ Nhật Bản Masayuki Akiyoshi. Đó là một bức tranh khảm từ 76.200 bức ảnh, tất cả được chụp ở Moosach.
| Tuyến | Các trạm |
| ----- | --- |
| U3    | Moosach – Moosacher St.-Martins-Platz – Olympia-Einkaufszentrum – Oberwiesenfeld – Olympiazentrum – Petuelring – Scheidplatz – Bonner Platz – Münchner Freiheit – Giselastraße – Universität – Odeonsplatz – Marienplatz – Sendlinger Tor – Goetheplatz – Poccistraße – Implerstraße – Brudermühlstraße – Thalkirchen – Obersendling – Aidenbachstraße – Machtlfinger Straße – Forstenrieder Allee – Basler Straße – Fürstenried West |

## Liên kết Web
- Weitere Infos unter www.u-bahn-muenchen.de
- Umgebungsplan und weitere Informationen zum Bahnhof Lưu trữ ngày 2 tháng 10 năm 2017 tại Wayback Machine auf mvv-muenchen.de